# Blanca Fernández Ochoa
Blanca Fernández Ochoa (Madrid, 1963. április 22. – La Peñota, 2019. augusztus 23. és szeptember 4. között) olimpiai bronzérmes spanyol alpesisíző.

## Élete
Négy idősebb testvéréhez hasonlóan ő is alpesisíző lett és ő is eljutott a téli olimpiai játékokra. Francisco Fernández Ochoa 1972-ben olimpiai bajnok volt műlesiklás versenyszámban.
1983-ban és 1988-ban az év sportolója díjat vehette át a Nemzeti Sporttanácstól. 1994-ben a Spanyol Polgári Érdemrenddel jutalmazták pályafutásáért.
1992-ben műlesiklásban bronzérmes lett, és ezzel ő lett az első spanyol nő, aki téli olimpián érmet szerzett.
Pályafutása során a Világkupa-sorozatban négy győzelmet aratott és húsz alkalommal végzett dobogós helyen.
2019. augusztus 23-án tűnt el, holttestét szeptember 4-én találták meg.

## Világkupa-győzelmei
| Szezon | Dátum               | Helyszín               | Versenyszám      |
| ------ | ------------------- | ---------------------- | ---------------- |
| 1985   | 1985. március 3.    | Vail, Egyesült Államok | Óriás-műlesiklás |
| 1988   | 1987. november 26.  | Sestriere, Olaszország | Műlesiklás       |
| 1991   | 1990 . december 22. | Morzine, Franciaország | Műlesiklás       |
| 1992   | 1991. december 1.   | Lech, Ausztria         | Műlesiklás       |

## Világbajnoki eredményei
| Év   | Helyszín                      | Kor | Műlesiklás | Óriás- műlesiklás | Super-G    | Lesiklás | Kombinációs versenyszám |
| ---- | ----------------------------- | --- | ---------- | ----------------- | ---------- | -------- | ----------------------- |
| 1980 | Lake Placid, Egyesült Államok | 16  | —          | 18.               | nem indult | —        | —                       |
| 1982 | Schladming, Ausztria          | 18  |            |                   | nem indult |          |                         |
| 1985 | Bormio, Olaszország           | 21  | 14         | 9                 | nem indult |          | nem indult              |
| 1987 | Crans-Montana, Svájc          | 23  | 5          | 5                 | 10         |          |                         |
| 1989 | Vail, Egyesült Államok        | 25  | 4          | 7                 |            |          |                         |
| 1991 | Saalbach, Ausztria            | 27  | nem indult |                   |            |          |                         |

## Olimpiai eredményei
| Év   | Helyszín                      | Kor | Műlesiklás | Óriás- műlesiklás | Super-G    | Lesiklás | Kombinációs versenyszám |
| ---- | ----------------------------- | --- | ---------- | ----------------- | ---------- | -------- | ----------------------- |
| 1980 | Lake Placid, Egyesült Államok | 16  | —          | 18                | nem indult | —        | nem indult              |
| 1984 | Jahorina, Jugoszlávia         | 20  | DNF        | 6                 | nem indult | —        | nem indult              |
| 1988 | Calgary, Kanada               | 24  | 5          | DNF               | 21         | —        | —                       |
| 1992 | Albertville, Franciaország    | 28  | 3          | 12                | —          | —        | —                       |